# Georgios Tsitas
Georgios Tsitas (Grieks: Γεώργιος Τσίτας) (İzmir, 1872 - Athene, 1940s) was een Grieks worstelaar. Hij nam deel aan de Olympische Zomerspelen van 1896 in Athene.
In de competitie van het worstelen nam Tsitas de zilveren medaille mee naar huis.